# Eugénie Le Brun
Eugénie Le Brun, també coneguda com a Madame Rushdi (morta el 16 d'octubre de 1908) fou una intel·lectual francesa iniciadora del feminisme a Egipte, influent amfitriona de salons literaris i amiga propera d'Huda Sha'arawi.

## Biografia

### Inicis i matrimoni
Le Brun nasqué a França en una família de classe mitjana-alta. Rebé una bona formació i participà activament en la vida intel·lectual de l'elit francesa. Com a filla d'una família de classe mitjana amb poca seguretat financera, el seu futur lloc social estaria marcat per la posició de qui fos el seu marit.
Le Brun es comprometé amb un destacat terratinent egipci, Husain Rushdi Pasha, que havia nascut en una família acomodada d'origen turc al Caire i fou educat a Ginebra i França. Le Brun es casà amb Rushdi, que fou primer ministre egipci de 1914-1917. Quan Rushdi acabà els estudis a França, Le Brun marxà amb ell al Caire al 1892 per ocupar una posició destacada dins del govern colonial a Egipte.

### Feminisme
Ja al Caire, Le Brun es convertí a l'islam després d'estudiar-lo detingudament. Sostenia que amb una acurada recerca de l'Alcorà i, en contra de la creença occidental, l'islam podia ser una força alliberadora de les dones, a qui atorgava molts drets importants. S'interessà per la justícia islàmica per a les dones i, sovint, assistia a judicis en tribunals islàmics. Els abusos dels drets maritals contra les dones, dels quals Le Brun fou testimoni en els judicis, haurien de ser més tard el focus principal de la seua obra Harems et les musulmanes.
Marcà la distinció entre l'islam com a religió i "les distorsions que el corrupte establishment religiós i les seues poderoses figures hi havien introduït". Le Brun argumentava, a més, que moltes pràctiques egípcies comunament atribuïdes a l'islam provenien de les convencions socials. Pensava que l'islam no exigeix el vel i l'aïllament de les dones. Havent experimentat l'estil de vida de l'harem en mudar-se al Caire, Le Brun creia que l'enfocament dels oficials occidentals a posar fi a la pràctica era equivocat perquè indicava un sistema social més ampli per excloure les dones de l'àmbit públic.
En Harem et les musulmanes, Le Brun argumenta que la política occidental "desconcerta el que era simplement la part de la casa on les dones i els xiquets fan vida diària...". Le Brun criticava la impressió occidental que "les dones europees estan alliberades mentre que les dones àrabs estan oprimides". Per contra, Le Brun creia que "les dones d'Europa i Estats Units necessitaven tant l'ajut de les feministes àrabs com el contrari". De vegades, Le Brun es refugiava en els costums egipcis de segregació de gènere per fugir de l'assetjament sexual dels homes europeus.
Ella creia que la millor manera de negociar la separació entre el públic i el privat era amb activitats intel·lectuals. Com a tal, era amfitriona d'un saló setmanal de dones acomodades a sa casa a Egipte a partir de la dècada de 1890. Tot i que se centrà en el discurs literari, sovint els temes que s'hi raonaven eren, sobretot, polítics. En una ocasió, Le Brun feu referència a temes que anaven des del "feminisme, el cinema, la nadius nord-americans, la rebel·lió dels bòxers, la interpretació dels somnis, fins a Karl Marx".
A més de les setmanals reunions de saló, Le Brun també advocava per l'educació de les dones. Afirmava que "si ben el primer deure una dona és la seua família, pot complir millor amb aquesta obligació si té una bona educació".
En Les Repudiées, l'autora defensa la necessitat d'educar tant les dones pobres com les elits femenines. Estudià les vides de dones autosuficients que feien de caps de família a causa de l'absència de l'espòs. Després d'enviduar o simplement ser abandonades pels marits, Le Brun descobrí que la majoria de dones pobres no tenien una xarxa social per recolzar-se i havien de treballar. Argumentà que era un deure moral de la societat proporcionar educació a totes les dones.

### Relació amb Huda Sha'arawi

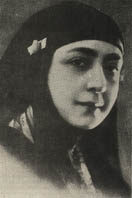
Huda Sha'arawi

Le Brun mantingué una estreta amistat amb la líder independentista i feminista Huda Sha'arawi. Sha'arawi solia assistir als salons oferts per Le Brun des de la dècada de 1890, on enraonaven pràctiques socials com el vel. Le Brun convencé Sha'arawi que el vel s'interposava en el camí de l'avanç de les dones egípcies i això feu que Sha'arawi se'l llevara. Sha'arawi també veia a Le Brun com una mentora excepcional amb un efecte durador en el seu desenvolupament intel·lectual i sota la seua influència, després de la mort de Le Brun al 1908, Sha'arawi escrigué en les seues memòries:
| « | Jo havia arribat a dependre en gran mesura del seu bon consell, però fins i tot després de la seua mort sentí el seu esperit de llum en el meu camí. Quan era a punt d'embarcar-me en algun afer, sovint em parava a pensar si ho aprovaria, i així hi continuava. | » |

## Llibres
Le Brun escrigué molts llibres i cartes al llarg de la seua vida. Aquests dos es publicaren amb el pseudònim Margaret Rachid-Pacha Niya Salima a París:
- Rachid-Pacha Niya Salima (1902). Harem et les Musulmans. F. Juven.  ISBN 0253313414.
- Rachid-Pacha Niya Salima (1908). Les Repudiées. Société d'Edition et de Publicacions. OCLC 492718089.